# 스카이100
스카이100(중국어: 天際100)은 홍콩 국제상업센터 100층에 위치한 전망대이다.

## 갤러리

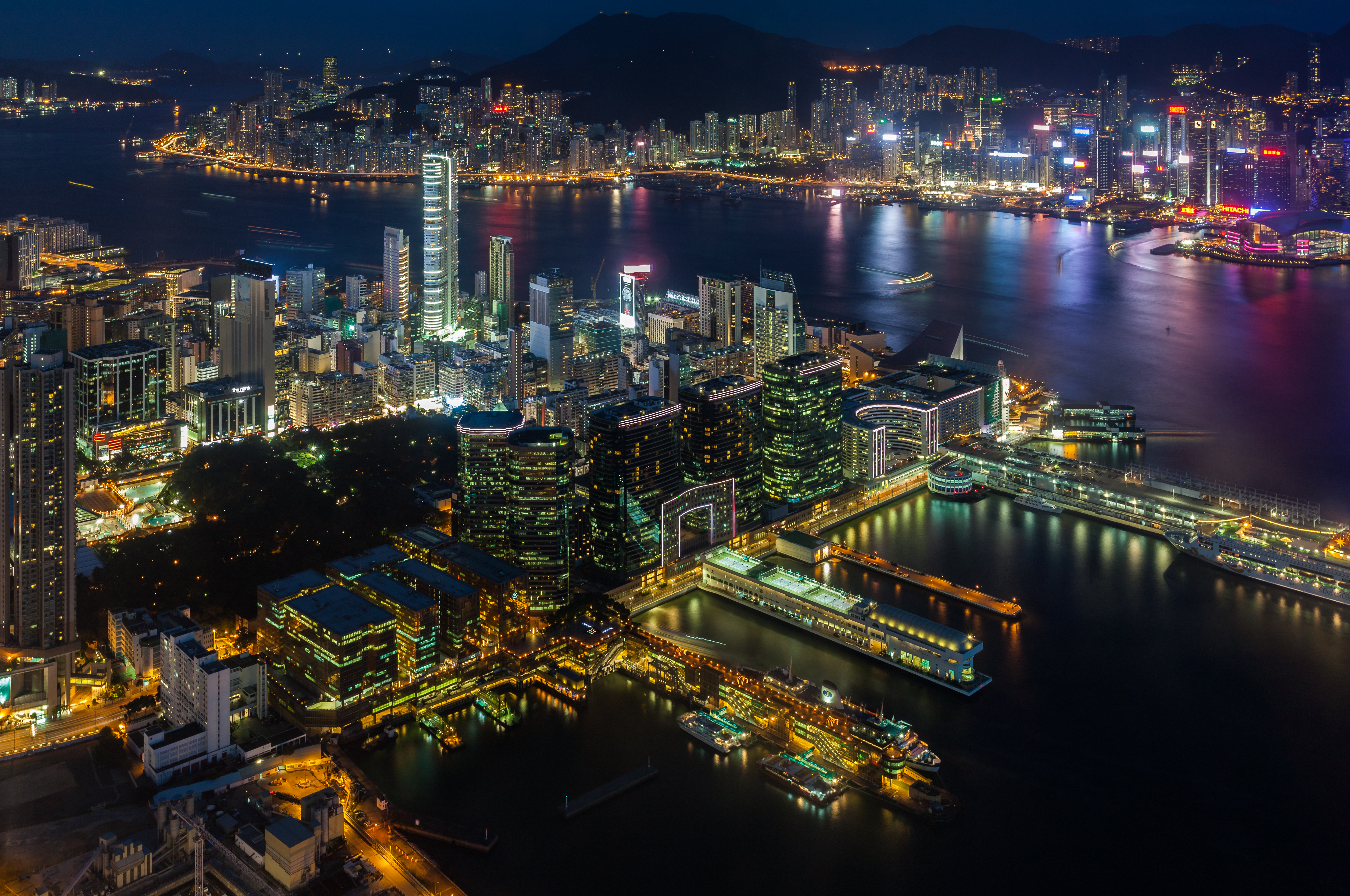
밤에 바라본 빅토리아 하버
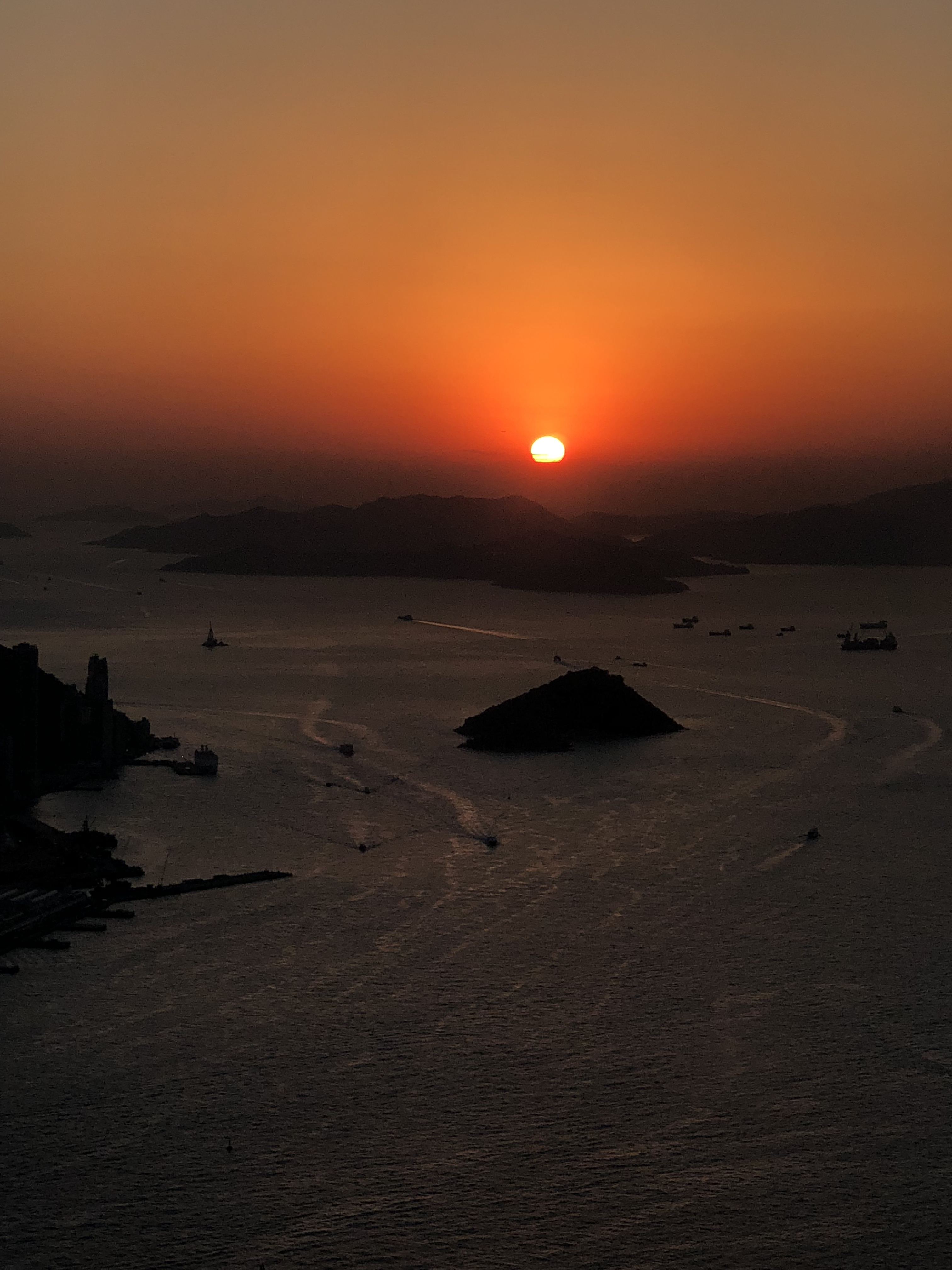
일몰
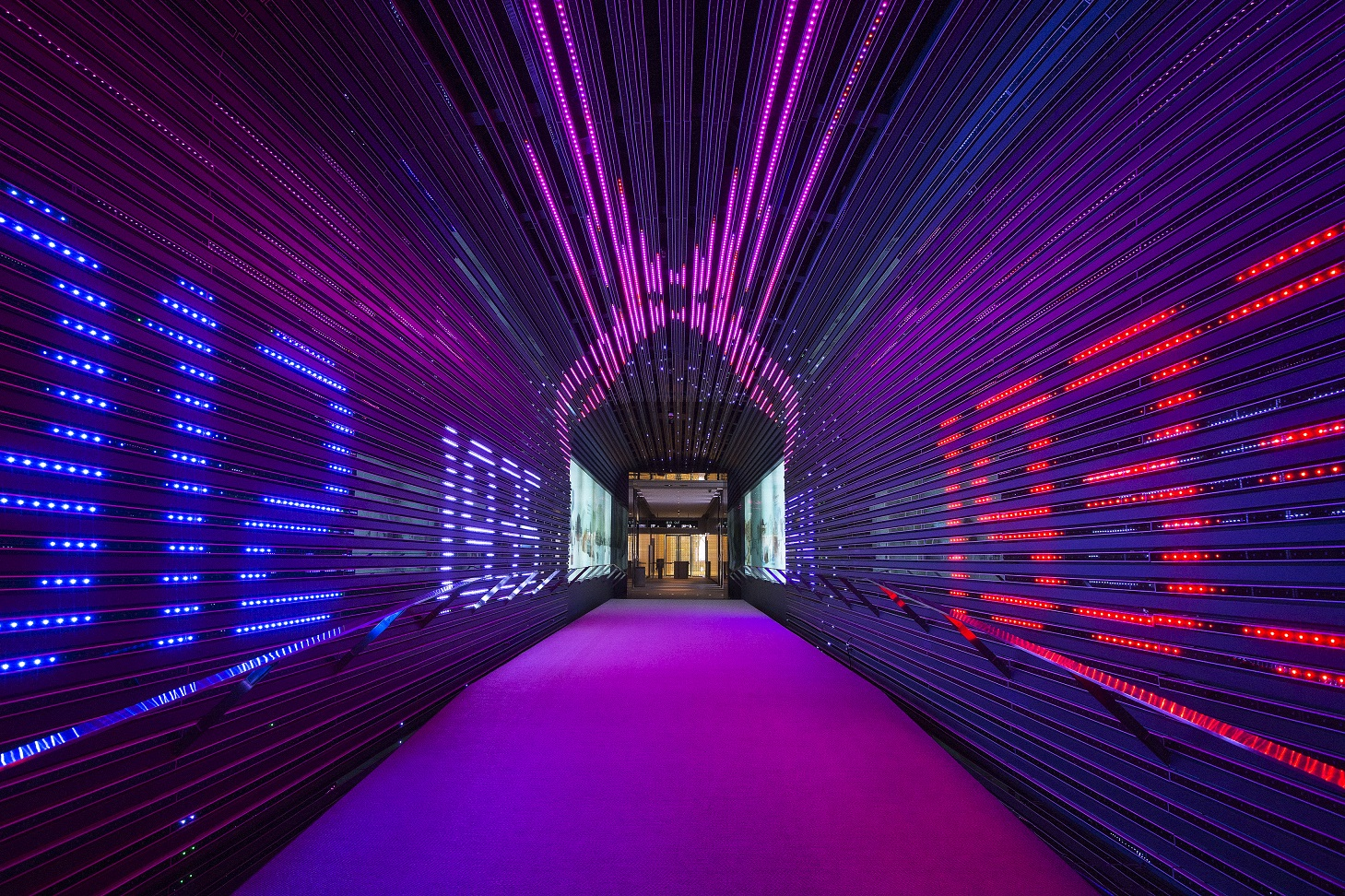
시간 터널
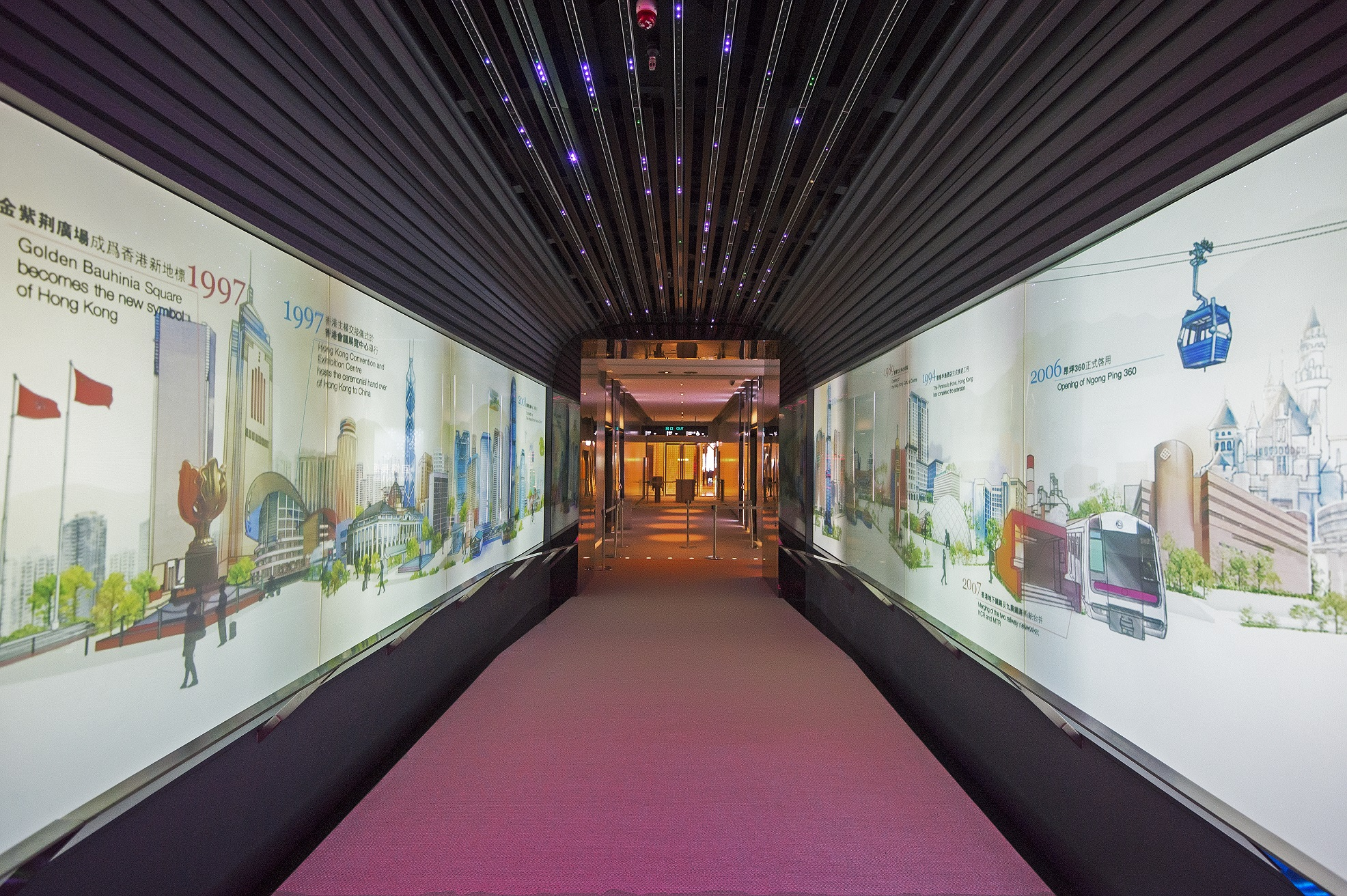
추억 사진 - 시간 터널
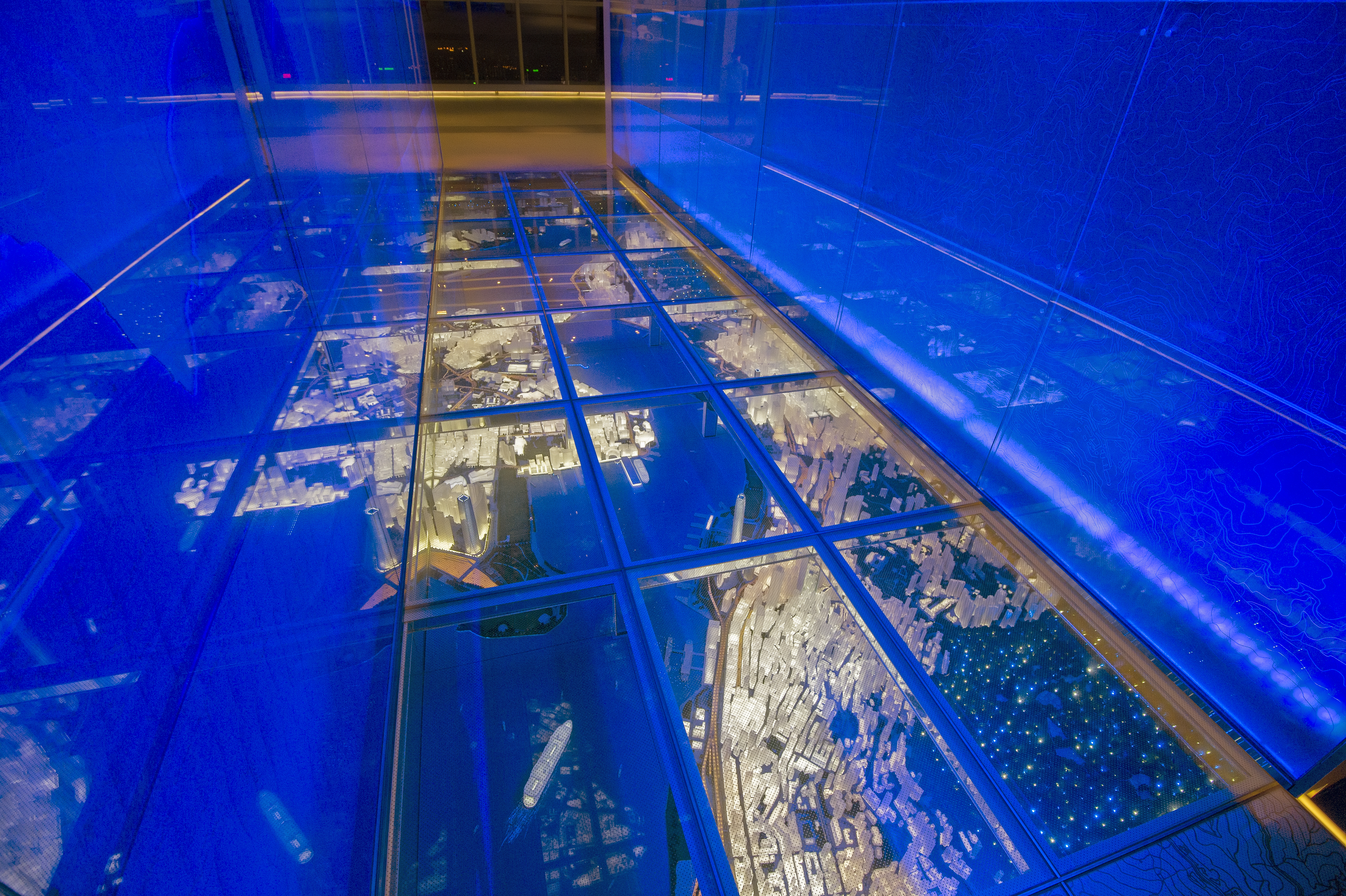
투명 유리 채널
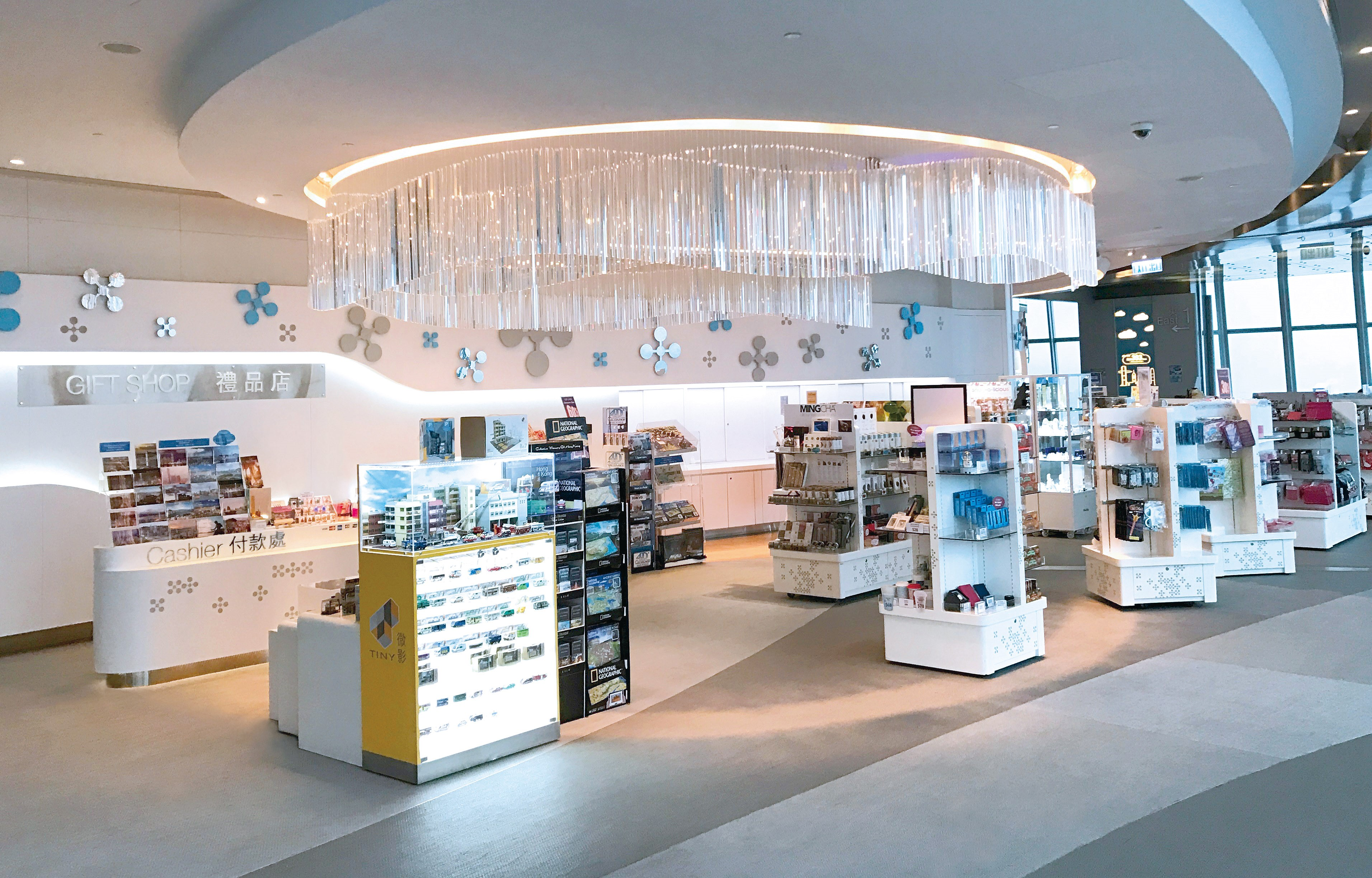
기념품 상점